# William Christopher Zeise
Ne doit pas être confondu avec Carl Zeiss.
William Christopher Zeise, né à Slagelse (Danemark) le 15 octobre 1789 et mort à Copenhague le 12 novembre 1847, est un chimiste organicien danois.

## Biographie
Zeise est le fils du pharmacien local ; il commence sa carrière en tant que pharmacien. Puis Zeise est un assistant du physicien et chimiste danois Hans Christian Ørsted (ce dernier est aussi un fils de pharmacien) à l'université de Copenhague.
En 1819, il établit un des premiers laboratoires d'analyse et de chimie organique en Europe. En 1821, il devient professeur de chimie à l'université de Copenhague. À partir de 1829 jusqu'à sa mort, il est aussi professeur de chimie organique à l'Institut Polytechnique Royal de Copenhague.
Il est connu pour avoir synthétisé en 1830 un premier composé organométallique, nommé sel de Zeise en son honneur. Il s'agit d'un complexe platine-éthylène de formule K[PtCl3(C2H4)]·H2O.
Il découvre les xanthates en 1823.
Zeise découvre aussi les mercaptans. En 1834, il prépare pour la première fois l'éthanethiol, le thiol de formule C2H5SH. Zeise désigne le prétendu « hydracide » correspondant sous le nom de mercaptan (du latin mercurium captans, « qui capte le mercure ») et le groupe dérivé, privé des atomes d'hydrogène labiles, sous le nom de mercaptum (de mercurio aptum).
Selon le chimiste suédois László Zechmeister (de) (1889-1972), Zeise établit la nature hydrocarbonée du carotène en 1847,.